# Дрино
Дрино е река в Южна Албания (Северен Епир), ляв приток на Воюса. Дължината на реката е 85 km.
Един от притоците ѝ извира до село Делвинаки в северозападната част на ном Янина, Гърция. Първоначално тече в югозападна посока, но впоследствие се обръща на северозапад край Ктисмата. Дрино преминава край Гирокастро, а край Тепелена се влива във Вьоса.